# South Boston
South Boston (in italiano: Boston meridionale), o informalmente Southie, è un quartiere densamente popolato di Boston, in Massachusetts (Stati Uniti), che si trova a sud e a est del canale Fort Point e confinante con la Baia di Dorchester. Sebbene sia ancora conosciuto come il quartiere popolare degli irlandesi-americani, è anche un quartiere di piccole comunità polacche e lituane e la sua demografia sta rapidamente cambiando. Di South Boston fa parte Dorchester Heights, dove George Washington costrinse le truppe britanniche a evacuare durante la Rivoluzione Americana.

## Cultura di massa
A South Boston sono ambientati i film :
- Will Hunting - Genio ribelle del 1996
- The Departed del 2006
- Gone Baby Gone del 2007
- Black Mass - L'ultimo gangster del 2015